# Såskopp

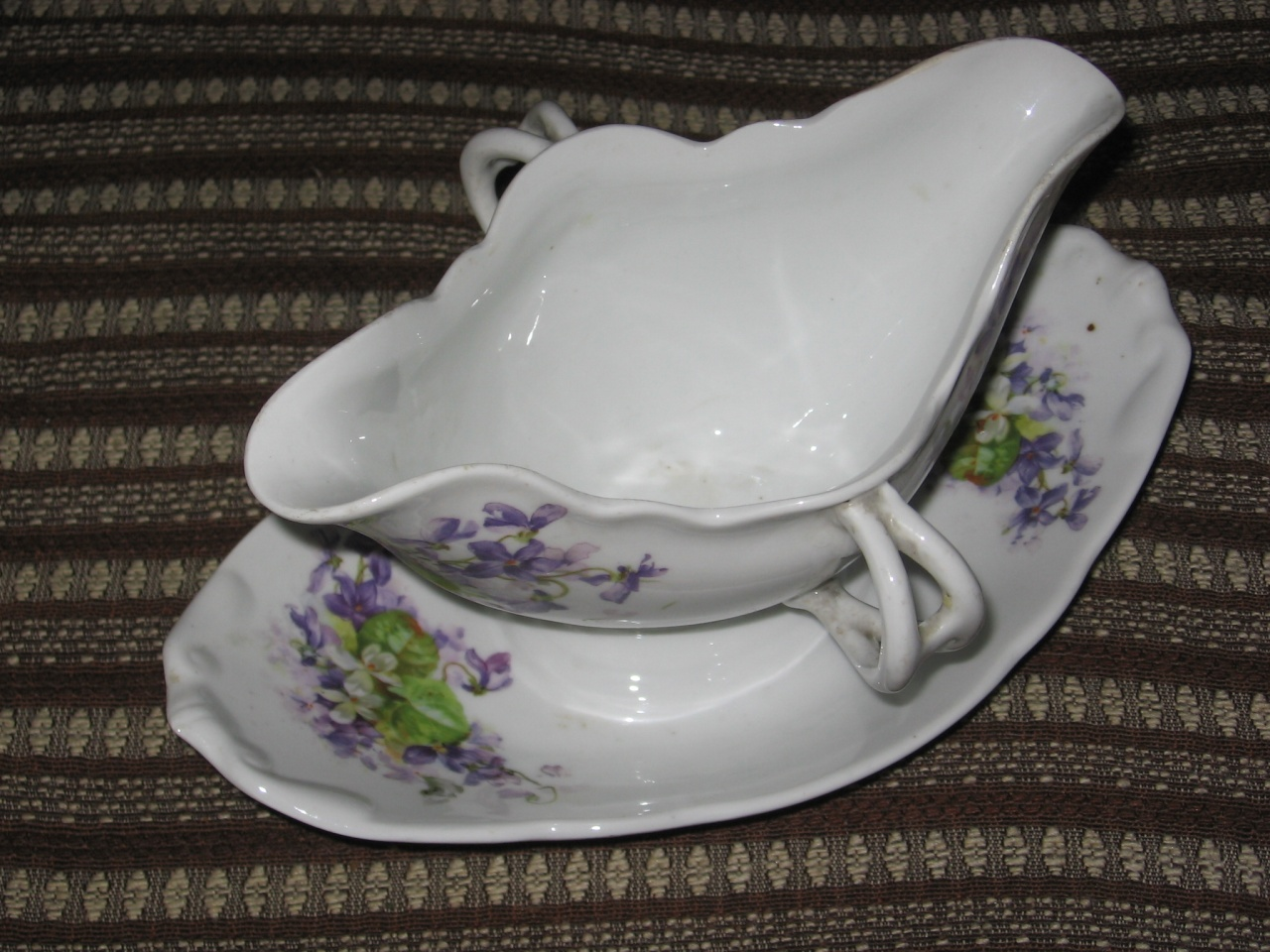
Såskopp i porslin.

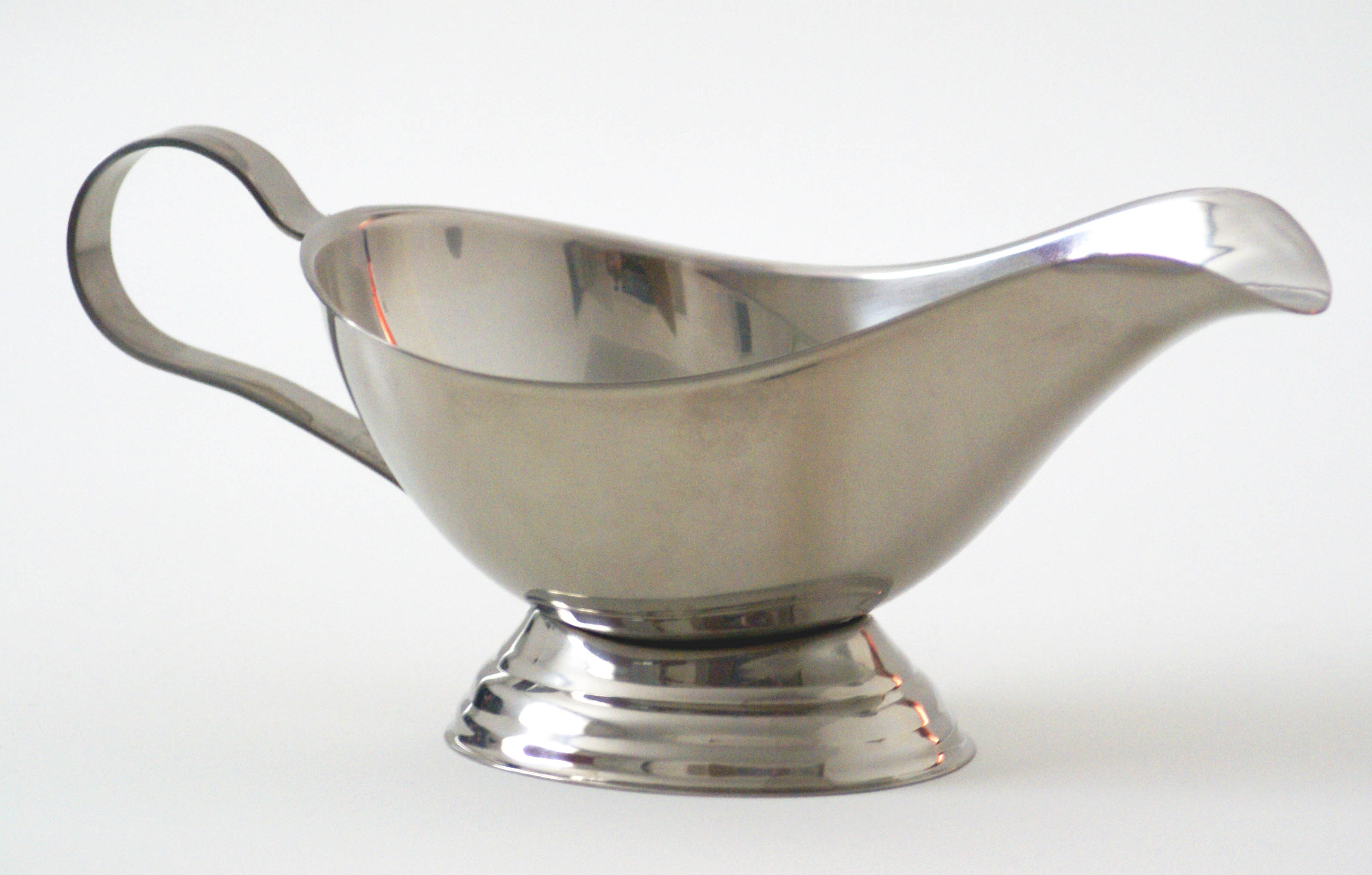
Såskopp i rostfritt stål.

En såskopp, även såssnipa, är ett kärl avsett för servering av sås. 
En såskopp ingår i de flesta porslinsserviser för hushållsbruk och rymmer vanligen omkring 6 dl. Den är ofta utformad som en liten kanna stående på ett fat som kan vara fast eller löst. Såsen kan serveras genom att hällas ur såskoppen eller genom att tas med en såsslev. 
Såskopp är även en pejorativ benämning på en lat eller sävlig person.
Såskopp är en benämning på en person som sölar ned sig.